# Сечелу (комуна)
Сечелу (рум. Săcelu) — комуна у повіті Горж в Румунії. До складу комуни входять такі села (дані про населення за 2002 рік):
- Блахніца-де-Сус (567 осіб)
- Жеріштя (12 осіб)
- Магерешть (435 осіб)
- Сечелу (555 осіб) — адміністративний центр комуни
- Хеєшть (284 особи)

Комуна розташована на відстані 214 км на захід від Бухареста, 22 км на схід від Тиргу-Жіу, 89 км на північ від Крайови.

## Населення
За даними перепису населення 2002 року у комуні проживали 1853 особи. Усі жителі комуни рідною мовою назвали румунську.
Національний склад населення комуни:
| Національність | Кількість осіб | Відсоток |
| -------------- | -------------- | -------- |
| румуни         | 1852           | 99,9%    |
| німці          | 1              | 0,1%     |

Склад населення комуни за віросповіданням:
| Релігія       | Кількість осіб | Відсоток |
| ------------- | -------------- | -------- |
| православні   | 1839           | 99,2%    |
| п'ятдесятники | 8              | 0,4%     |
| римо-католики | 4              | 0,2%     |
| реформати     | 2              | 0,1%     |